# Campos Decumanos

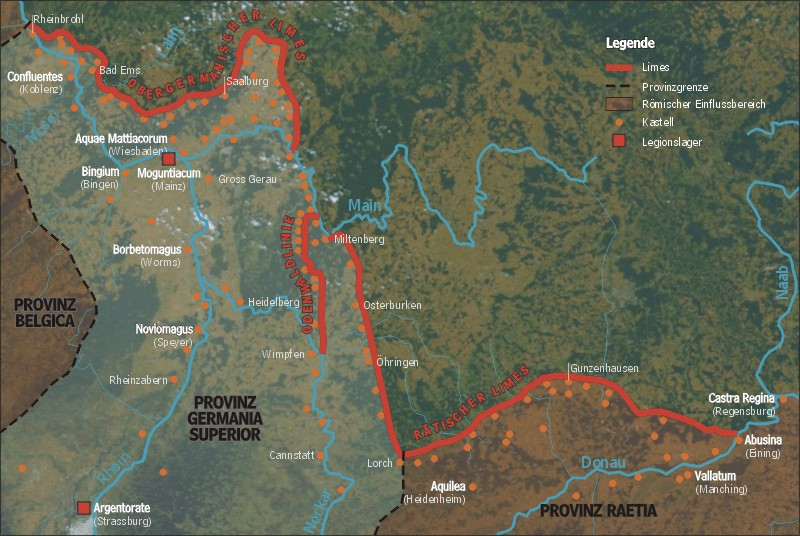
Mapa que muestra la ubicación del Limes, fortificaciones que aseguraban la región del Agri decumates.

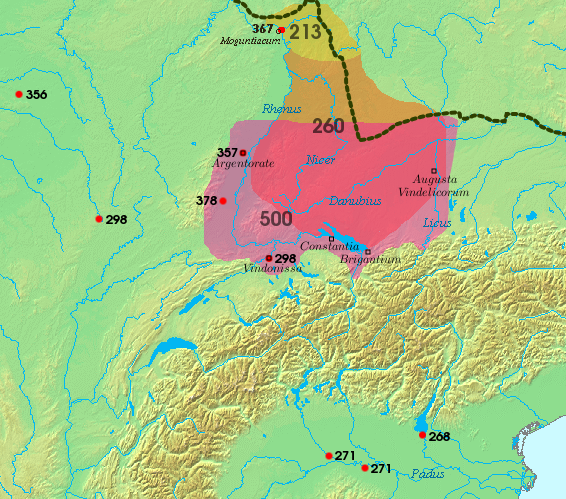
Expansión de los alamanes y lugares de las batallas romano-alamanas, siglos III al VI.

Los Campos Decumanos (en latín, Agri Decumates) eran una provincia del Imperio romano que abarca la zona de la Selva Negra entre el río Meno y las fuentes de los ríos Danubio y Rin, actualmente en la Alemania suroccidental (modernas Wurttemberg, Baden y Hohenzollern). Limitaba con las provincias, militarmente importantes, de Recia y Germania Superior. La única referencia antigua al nombre Agri Decumates viene del libro de Tácito Germania.

## Significado de decumanos
El significado de Decumates se ha perdido y ha sido objeto de mucha disputa. Según el clasicista inglés Michael Grant, la palabra probablemente se refiere a un término celta antiguo indicando la división política de la región en «diez cantones».

## Historia
Según Tácito, la región había sido poblado originariamente por la tribu celta de los helvecios pero pronto los suevos se asentaron allí antes de emigrar, alrededor del año 9 a. C., a Boiohaemum (moderna Bohemia). Después de que los suevos se marcharan, la región estuvo de nuevo poblada por los galos. Más tarde, la región se convertiría en parte del Imperio romano.
Bajo los emperadores Flavios, 69-96 d. C., la región fue recuperada. Una red de carreteras permitió las comunicaciones entre los legionarios y mejoró la protección de las tribus invasores que usaban la reentrada para penetrar en las provincias galas. Las fortificaciones fronterizas (limes) se construyeron a lo largo de una línea que recorría Rheinbrohl, Arnsburg, Inheiden, Schierenhof, Gunzenhausen y Pförring.
Los principales lugares de asentamiento romano fueron Sumolecenna, Civitas Aurelia Aquensis, Lopodunum y Arae Flaviae, actual Rottenburg am Neckar, Baden-Baden, Ladenburg y Rottweil respectivamente. 
La región floreció durante los siguientes dos siglos a pesar de periodos de inquietud: alrededor de 185/186, tuvo lugar una revuelta contra la autoridad romana, dirigida principalmente contra la presencia de los militares romanos en Argentoratum (actual Estrasburgo).[cita requerida]
Se perdió frente a la invasión de los alamanes y recuperada por Aureliano (270-275 d. C.), durante el resurgimiento romano de finales del siglo III bajo los así llamados emperadores «militares». Pero después de la muerte del emperador Probo (282), la región se perdió definitivamente. El territorio ha permanecido desde entonces continuamente habitado por pueblos de ascendencia romana-germánica hasta la actualidad. Hay evidencia de continuidad del estilo de vida romano hasta bien entrado el siglo V, como las pautas romanas continuaron en la vecina Galia mucho después de la caída del Imperio romano de Occidente.
J. G. F. Hind ha sugerido que los habitantes de los agri decumates pueden encontrarse desde finales del siglo III al V en los decem pagi— también «diez cantones»— transferidos al Oeste del Rin, a la región entre ese río y el Saar, entre Maguncia y Metz.